# 民政局
民政局（みんせいきょく、Government Section、通称：GS）は、連合国軍最高司令官総司令部（GHQ/SCAP）内部の組織。GHQのなかで占領政策の中心を担った。

## 概要
1945年10月2日、GHQ設置とともに発足。
皇居に面した第一生命ビル六階に置かれた。
局長はダグラス・マッカーサー司令官の分身と呼ばれたコートニー・ホイットニー准将。その部下に局長代理のチャールズ・ケーディス大佐（1948年に次長に昇格）、フランクリン・ルーズベルト大統領のニューディール政策に参画したニューディーラーをはじめ、太平洋問題調査会（IPR）系の日本研究家トーマス・アーサー・ビッソン 、ミネソタ大学のクィグリー教授、ノースウェスタン大学のケネス・コールグローブ教授ら、日本研究の専門家が多数所属しており、社会民主主義志向であった。
日本占領の目的である軍閥・財閥の解体、軍国主義集団の解散、軍国主義思想の破壊を遂行し、日本の民主化政策の中心的役割を担った。社会党の片山哲、民主党の芦田均ら革新政党・進歩主義政党の政権を支え、保守（復古主義）の吉田茂らを嫌っていたが、片山・芦田両内閣はいずれも短命に終わった。
チャールズ・ウィロビー少将が率いる参謀第2部（G2）はGHQの中では保守派であり、G2はリベラリストの多いGSとしばしば対立した。
総司令部内の民政局（GS)のホイットニー局長、ケーディス次長のリベラル理念派と参謀2部（G2）のウィロビー少将、第八軍司令官のアイケルバーガー中将などの現実派の対立は当時有名な事実であった。民政局らのリベラル理念派はニューディーラーと呼ばれた革新分子で、彼らは革新論の試験場として日本国憲法の制定などの戦後の日本の国家改造を利用したと言われる。一方参謀2部らの現実派は日本の軍事的、戦略的地位を重視しており、行き過ぎた民主化政策に警戒を示していた。
GHQ民間雇用局の内部調査報告書では、1947年1月20日時点で3877名の民間職員がGHQ総司令部に所属し、その内、199名がロシア圏出身者または帰化者であり、さらにその内11名が左翼活動家であったということが判明していたという。
GⅡ(参謀第2部）ウィロビー部長作成「連合国最高司令官民間雇用者の左翼分類（779caw/mgm)」によれば民政局内のベアテ・シロタ、アンドリュー・グラジャンシェフ、トーマス・ビッソンが親ソ連派の共産主義人脈の対象者とされていた。

### 日本国憲法制定過程への関与
GSは、戦時中から大日本帝国憲法と大日本帝国の統治機構を研究しており、自ら憲法制定作業に乗り出す機会をうかがっていた。
1945年12月26日に首相官邸に提出された、憲法研究会「憲法草案要綱」に対しては肯定的評価をくだしている。他方で、幣原内閣の下で発足した憲法問題調査委員会（委員長：松本烝治）の、大日本帝国憲法の趣旨が色濃く残る「憲法改正要綱（甲案）」（松本試案）には否定的であった。
1946年2月、立法・行政・人権等の分野ごとに条文を起草する8つの委員会と、全体の監督・調整を受け持つ運営委員会を局内に設け、マッカーサー草案作成にあたった。
1946年2月13日午前十時、ホイットニー少将とケーディス大佐、アルフレッド・ハッシー、M・ラウエルらの民政局はGHQ民政局案をもって日本の外務大臣官邸を訪れ、吉田茂、白洲次郎、松本烝治、外務省の長谷川元吉らと面会し、日本側の憲法改正案（「憲法改正要綱」（松本案））を受け入れることはできないこととGHQ民政局案を受け入れるよう通告したという。
日本側は3月4日にGHQ草案を日本側で訳したものを松本烝治と佐藤達夫が持参してGHQ総司令部を訪問したが、松本とケーディスが翻訳内容について口論となり、松本は帰ってしまった。
民政局は佐藤達夫にGHQ民政局案をそっくりそのまま訳すように要求し、その夜一晩で翻訳されたものを3月5日から6日に幣原内閣の閣議にかけて日本政府案として発表させたという。

### 公職追放
公職追放指令を作成したのはチャールズ・ルイス・ケーディスと民政局員でドイツ占領にも関わったニューヨークの弁護士S・バイア―とハワイの弁護士M・グッドシルであったという。
その対象は軍人や公職にあった者のみならず、政界、財界、マスコミ界、教育界、町内会、部落会にまで及ぶ日本史上空前の大粛清であったという。
当時、民政局の動向を調査していた参謀2部の報告書によれば、たとえばこの公職追放に携わったベアテ・シロタは、日本の警察及び官僚に対する憎悪という個人的な感情に基づいてアメリカ合衆国や最高司令官の威光を使用しており、このような人物が公職追放に携わったことは問題があったとしている。

### 山崎首班工作
昭和電工事件により芦田内閣が座礁し、芦田均は退陣を余儀なくされた。同時に、GS内でも汚職が蔓延していた事実が発覚。一方、GSの権威失墜に勢いづいたG2は、ウルトラ・コンサバティスト（超保守主義者）の吉田茂を首班候補に擁立するよう画策するが、GSはこれに反発し、民主自由党幹事長の山崎猛を首班候補に擁立するよう、民主自由党に働きかけた。しかし、吉田は敏感にこの動きを察知し、山崎首班工作は頓挫。1948年10月19日、第2次吉田内閣が成立する。

### 第2次吉田内閣以降
GHQ内でも、保守派のG2の発言権が増してリベラルなGSは隅に追いやられ、占領政策も保守的に転換。芦田内閣の瓦解に伴い、G2内部には東側の社会主義圏に対抗するため、日本を「反共の砦」にし、日本の再軍備まで検討させる動きも出た。ケーディスは占領政策の大転換を阻止するためホワイトハウスの翻意を促すべくアメリカに一時帰国するも、その困難さを悟り、日本に戻らずそのまま辞任した。この占領政策の転換に基づき、マッカーサーは「経済安定9原則」の実施を吉田に要求し、吉田はそれを受け入れた。
さらに、経済改革のためにアメリカからジョゼフ・ドッジが招かれる。ドッジらにより民政局の社会主義的な占領政策はきびしく非難され、ドッジ・ラインにより一定の自由競争が容認される。その結果、ニューディーラーたちは事実上失脚。GSは急速に日本に対する影響力を失っていき、その後も影響力は回復しないまま終焉を迎える。